# Станчев, Степан Савельевич
Степан Савельевич Станчев (1919—2006) — участник Великой Отечественной войны, командир роты 49-го отдельного понтонно-мостового батальона (20-я моторизированная инженерная бригада, 4-я танковая армия, 1-й Украинский фронт), старший лейтенант. Герой Советского Союза.

## Биография
Родился 12 марта 1919 года в городе Александровск-Грушевский области Войска Донского, ныне город Шахты Ростовской области, в семье крестьянина. Русский.
Детство и юность прошли в посёлке Каменоломни, где он в 1939 году окончил 10 классов школы № 20 и рабфак при сельхозинституте.
В 1939 году был призван в Красную Армию. Участник Великой Отечественной войны с июня 1941 года. В боях лета 1941 года пограничник Станчев стал разведчиком. Позже учился в Ленинградском военно-инженерном училище, которое окончил в 1943 году. Был назначен командиром роты 49-го отдельного понтонно-мостового батальона, входившего в состав 20-й моторизированной инженерной бригады. Член КПСС с 1942 года.
Сапёры роты Станчева наводили переправы через Днепр, Прут, Вислу, делали проходы в минных полях для танков и пехоты. 12 января 1945 года войска 1-го Украинского фронта начали Висло-Одерскую наступательную операцию. 20-я моторизированная инженерная бригада входила в состав 4-й танковой армии и обеспечивала продвижение танковых соединений. Старший лейтенант Станчев при прорыве обороны противника 13 и 14 января 1945 года обеспечил устройство 6 проходов в минных полях в районе населённых пунктов Карытница и Бжезины для пропуска наступающих танков. 18 января 1945 года рота построила участок моста через реку Пилица у города Пиотркув (Пётркув-Трыбунальски, Польша), который сапёры под непрерывным вражеским обстрелом сделали раньше времени, выполнив боевую задачу. В ночь на 26 января рота организовала переправу стрелковых подразделений через Одер в районе населённого пункта Кёбен (Хобеня, Польша).
После форсирования Одера были бои за Берлин и наведение переправ на реке Шпрее. Уже после Победы Степан Станчев разминировал шоссе на подступах к Праге.
После войны продолжил службу в Вооружённых Силах, в 1956 году окончил Военно-инженерную академию.
С 1975 года полковник Станчев находился в запасе, проживал в городе Ростов-на-Дону и позже — в посёлке Каменоломни, где вёл военно-патриотическую работу.
Умер в 2006 году, похоронен в Каменоломнях.

## Награды
- За мужество и героизм, проявленные в январских боях, за подвиги на Одере Указом Президиума ВС СССР от 10 апреля 1945 года Станчеву Степану Савельевичу присвоено звание Героя Советского Союза.
- Награждён орденами Ленина, Красного Знамени, Отечественной войны 1-й степени (дважды), Отечественной войны 2-й степени, Красной Звезды (дважды), а также медалями, среди которых юбилейная медаль «60 лет Победы в Великой Отечественной войне 1941—1945 гг.»[2].

## Память
- Средняя школа № 20 посёлка Каменоломни в 2008 году получила статус гимназии и ей было присвоено имя Героя Советского Союза Степана Савельевича Станчева[3].
- В 2009 году на доме, где жил Герой — была установлена памятная доска[4].